# Черикав
Черикав (блр. Чэрыкаў; блр. Чериков) је град у источном делу Републике Белорусије. Административно је део Черикавског рејона (чији је уједно и административни центар) Могиљовске области.
Према попису становништва из 2009. у граду је живело 8.177 становника.

## Географија
Град је смештен на обалама реке Сож, на око 77 км југоисточно од административног центра рејона града Могиљова.
Налази се на деоници аутопута који повезује градове Рослављ (Русија) и Бабрујск.

## Историја
У писаним изворима Черикав се први пут спомиње 1460. године у вези са уредбом пољског краља Казимира IV која се односила на градњу православног храма у месту Черикав.
Черикав 1604. добија Магдебуршко право и тако службено постаје градски центар који је 1641. добио и властити грб. Након распада пољске државе 1772. улазти у састав Руске Империје.
Године 1924. постаје административни центар истоименог рејона који је у то време био део Калињинског округа Белоруске ССР.
Град је доживео велика разарања током немачке окупације у Другом светском рату.

## Демографија
Према подацима са пописа становништва из 2009. у граду је живело 8.177 становника.